# Tetrarchie

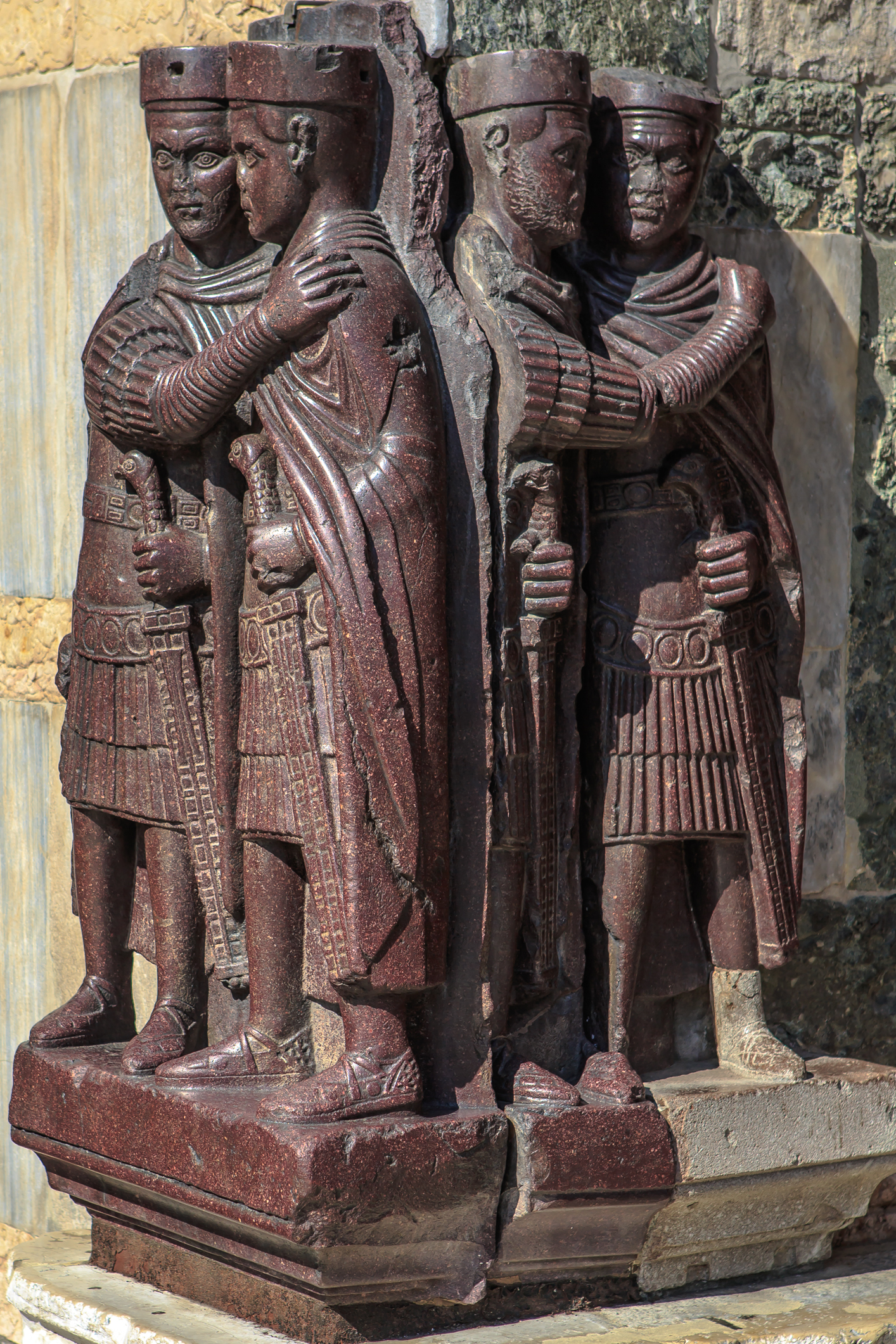
Čtyři tetrarchové, porfyrové sousoší z konce 3. století. Toto sousoší zdobí vnější plášť baziliky sv. Marka v Benátkách.

Tetrarchie byl systém vlády v Římské říši, zavedený císařem Diokleciánem v roce 293. Spočíval v tom, že moc se rozdělila mezi dva císaře (tzv. augusty) a jejich dva mladší kolegy a určené nástupce (tzv. caesary). Všichni čtyři vládci byli nazýváni tetrarchové. Dioklecián touto reformou chtěl vyřešit tzv. krizi třetího století, což se mu krátkodobě podařilo.
Problém však byl, že jednotliví vládci toužili po úplné moci svých předchůdců a spory mezi tetrarchy vedly k občanským válkám, a to navzdory propagandistické snaze ukazovat neustále opak, tedy jednotu čtyř vládců (tak čitelnou na slavném reliéfu čtyř tetrarchů, kde mají všichni vládci stejné oděvy, ba i rysy tváře; dnes je k vidění na rohu baziliky sv. Marka v Benátkách). Tetrarchický systém tak vydržel jen do roku 324, kdy vzájemně destruktivní občanské války odstranily většinu uchazečů o moc: Licinius se tehdy zřekl titulu augusta po prohrané bitvě u Chrysopole a přenechal kontrolu nad celou říší Konstantinovi. De facto systém padl již po bitvě u Milvijského mostu roku 312, kde Konstantin odstranil konkurenci Maxentia.
Druhý problém tetrarchie byl v tom, že zvýšila napětí a prohloubila rozdíly mezi západem a východem říše, neboť společná vláda dvou augustů byla řešena právě tím, že jeden vládl západu a druhý východu. Tím byl zahájen proces rozpadu Římské říše na její západní a východní část, který vyvrcholil v roce 395. Na druhou stranu to znamenalo zvýznamnění periferií říše, neboť čtyři spoluvládci se rozhodli, že nikdo z nich nebude sídlit v Římě, a měli každý jiné sídelní město, jež se takto stalo jedním ze čtyř hlavních měst celé říše. Říše tak dostala čtyři nové metropole, do nichž bylo značně investováno a povznesly i své okolí: Nikomédii v Anatolii (dnešní İzmit v Turecku), Sirmium v Panonii (dnešní Sremska Mitrovica v Srbsku), Mediolanum na Apeninách (dnešní Milán v Itálii) a Augusta Treverorum na Rýně (dnešní Trevír v Německu). Také Aquileia a Eboracum (dnešní York v Británii) získaly na významu, když se tam dočasně usídlili caesaři Maximianus a Constantius.
Ač tetrarchie de facto zanikla roku 312, respektive 324, princip společné vlády konstantinovská dynastie nezavrhla úplně. Císaři pak často jmenovali své syny či jiné příbuzné do funkce caesarů. Tento princip byl užíván až do pádu západořímské říše roku 476. Systém rozdělení na čtyři části se také udržel v systému čtyř pretoriánských prefektur, které ovlivnily zejména správu armády.

## Příklady tetrarchů
- Héródés Antipas
- Herodes Archelaos
- Filip I. Herodes
- Diocletianus
- Maximianus
- Galerius
- Constantius I. Chlorus
- Maximinus Daia
- Flavius Severus